# A라인 스커트

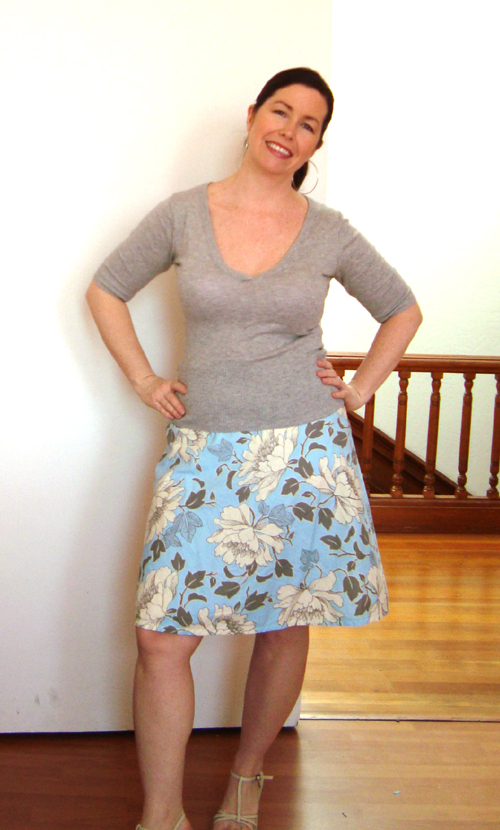
A라인 스커트를 입은 여성

A라인 스커트(A-line Skirt)는 치마의 한 종류이다. 엉덩이서부터 단이 점점 넓어져, 치마의 모양이 영어의 알파벳 A자와 비슷하다.
"A라인"은 치마 말고도 드레스와 외투에도 쓰이는 용어이다. 이 용어는 1955년 디자이너 크리스찬 디올이 1955년 봄 컬렉션을 준비하면서 처음 사용했다.